# Coupe du monde de tir à l'arc en salle de 2014
Navigation
Édition précédente Édition suivante
La coupe du monde de tir à l'arc en salle de 2014 est la quatrième édition annuelle de la coupe du monde en salle organisée par la World Archery Federation (WA). Elle regroupe des compétitions individuelles dans les catégories d'arc classique et arc à poulies.
Pour cette compétition, une nouvelle étape de qualification à Marrakech a été ajoutée et l'étape de qualification de Nîmes a été remplacée par une étape à Telford.

## Calendrier
| Étape  | Date                      | Lieu            |
| ------ | ------------------------- | --------------- |
| 1re    | du 16 au 17 novembre 2013 | Marrakech (MAR) |
| 2e     | du 7 au 8 décembre 2013   | Singapour (SIN) |
| 3e     | du 24 au 26 janvier 2014  | Telford (GBR)   |
| 4e     | du 7 au 8 février 2014    | Las Vegas (USA) |
| Finale | 9 février 2014            | Las Vegas (USA) |

## Format de compétition
Quatre compétitions de qualification ont lieu entre novembre 2013 et février 2014 pour chacune des catégories et les meilleurs archers sont qualifiés pour les finales en février à Las Vegas. Toutes les épreuves se déroulent en intérieur avec des cibles se situant à 18 m.
La première étape des qualifications se déroule à Marrakech du 16 au 17 novembre 2013, la deuxième étape se déroule à Singapour du 7 au 8 décembre 2013, la troisième étape se déroule à Telford du 24 au 26 janvier 2014, la dernière étape se déroule à Las Vegas du 7 au 8 février 2014. Les archers seront classés selon leur classement final.
Les 16 premiers archers de chaque catégorie suivant leur total de points, seront qualifiés pour la finale à Las Vegas le 8 février 2014.

## Résultats
Au 8 février 2014, voici le classement pour chaque catégories :
| Épreuves                      | Or                        | Argent                        | Bronze                    |
| ----------------------------- | ------------------------- | ----------------------------- | ------------------------- |
| Individuelle classique hommes | Rick van der Ven Pays-Bas | Matteo Fissore Italie         | Brady Ellison États-Unis  |
| Individuelle classique femmes | Park Se-hui Corée du Sud  | Chang Hye-jin Corée du Sud    | Kim Yu-mi Corée du Sud    |
| Individuelle poulies hommes   | Sébastien Peineau France  | Braden Gellenthien États-Unis | Levi Morgan États-Unis    |
| Individuelle poulies femmes   | Erika Jones États-Unis    | Crystal Gauvin États-Unis     | Rosalia Dominguez Mexique |